# 牛浜
牛浜（うしはま）は、東京都福生市の地名。郵便番号は197-0024（あきる野郵便局管区）。

## 地理
南部の五日市街道沿いの熊川との境は市の地理的中心部である。福生、志茂、北田園、熊川と隣接する。市民会館や中央図書館などの文化施設が集積しているほか、青梅線牛浜駅がある。

### 河川
- 玉川上水

## 歴史
1949年（昭和24年）6月11日、大字福生字牛浜より成立した。

## 世帯数と人口
2018年（平成30年）1月1日現在の世帯数と人口は以下の通りである。
| 町丁 | 世帯数    | 人口    |
| ---- | --------- | ------- |
| 牛浜 | 1,076世帯 | 2,026人 |

## 交通

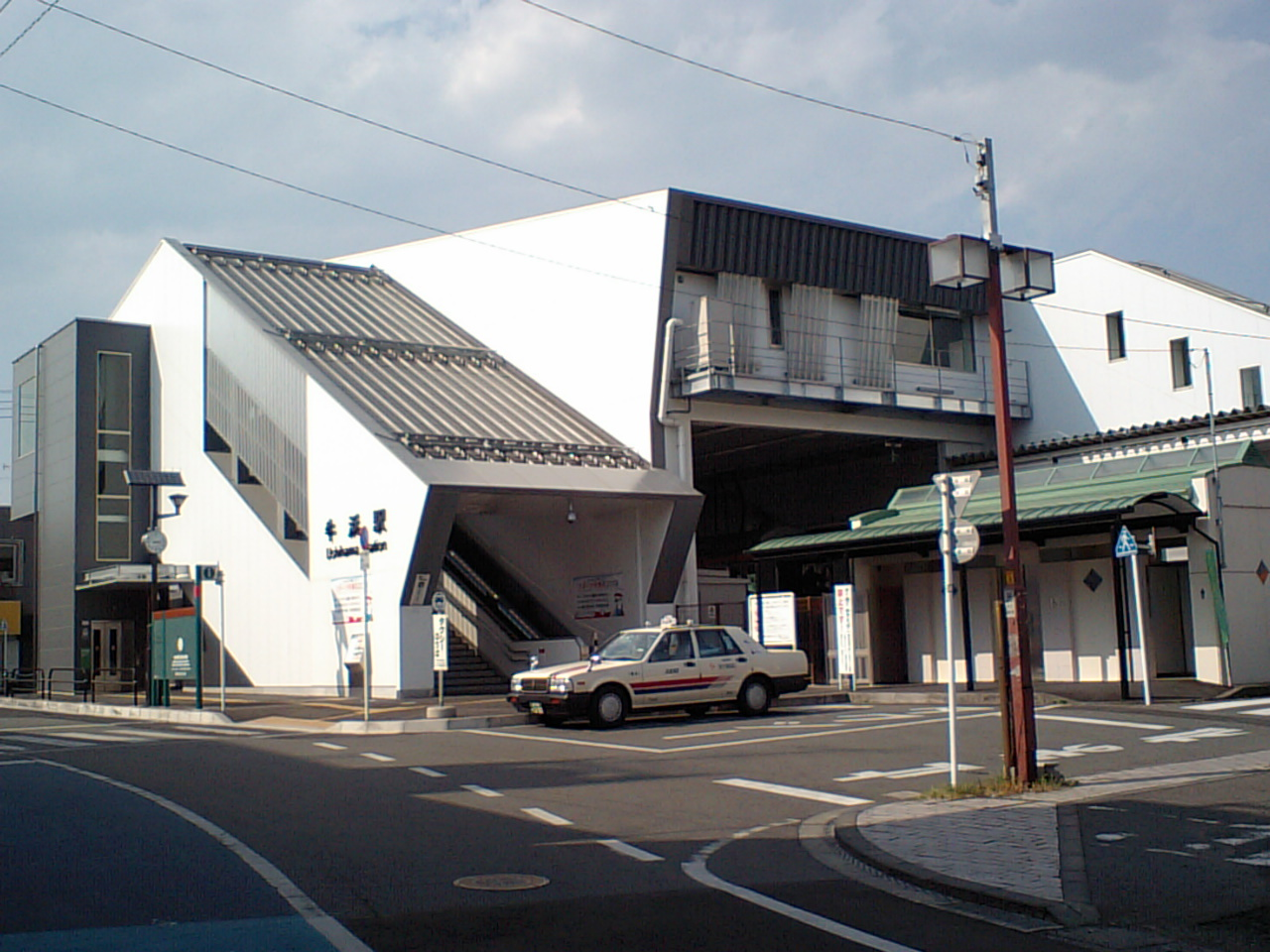
牛浜駅西口

### 鉄道
- JR東日本青梅線 - 牛浜駅（牛浜126）

### 道路
- 東京都道7号杉並あきる野線（五日市街道）
- 東京都道29号立川青梅線（奥多摩街道）（新奥多摩街道）

## 施設
教育
- 福生市立福生第三小学校（牛浜162）
- 牛浜こども園（牛浜121-4）

社会教育
- さくら会館（牛浜163）
- 福生野球場（牛浜162）

警察・消防
- 福生警察署下福生駐在所（牛浜45）

公園
- 福生公園（牛浜163）
- 牛一公園（牛浜59-2）

その他
- 牛浜駅東口自転車駐車場（牛浜148-4）
- 牛浜駅西口自転車駐車場（牛浜58-1）

神社・仏閣
- 延元之宮正一位稲荷神社（牛浜82）- 石浜合戦ゆかりの少祠と伝えられる[4]。

商業施設
- 金融機関
  - 西武信用金庫牛浜支店（牛浜95）
- スーパーマーケット
  - オザムバリュー牛浜店（牛浜120-2）
- ディスカウントストア・量販店
  - ドラッグストアバイゴー牛浜店（牛浜109）
- 外食
  - ステーキのどん福生店（ファミレス）（牛浜43-1）
  - そば処ほそ川（牛浜60）
- コンビニエンスストア
  - セブンイレブン福生牛浜駅南店（牛浜90）
- カラオケ
  - シダックス福生牛浜店（牛浜43-1）
  - カラオケ本舗まねきねこ福生店（牛浜91-2）